# German Kontojev
German Kontojev (rusky Герман Контоев) nebo (bělorusky Герман Кантоеў (Herman Kantojeu), (* 28. listopadu 1971 v Chabarovsku, Sovětský svaz) je bývalý ruský zápasník volnostylař jakutského původu, který od roku 1995 reprezentoval Bělorusko. Začínal s tradičním jakutským zápasem zvaným chapsagaj. S volným stylem se seznámil ve 14 letech. Připravoval se v Krasnojarsku pod vedením Vasilije Uvarova. V ruské reprezentaci se však neuměl prosadit, proto koncem roku 1994 kývl na nabídku reprezentačního trenéra běloruských volnostylařů Valentina Murzinkova. V roce 1996 se ještě na olympijské hry nekvalifikoval, ale v roce 2000 odjížděl s ambicemi na jednu z olympijských medailí. V semifinále však nestačil na Američana Sammie Hensona a v boji o třetí místo podlehl Amiranu Kardanovovi z Řecka. Obsadil 4. místo. V roce 2001 vybojoval pro Bělorusko první titul mistra světa ve volném stylu od jeho osamostatnění v roce 1991. Jeho mladší bratr Alexandr, reprezentující Rusko, skončil na třetím místě. V roce 2004 se kvalifikoval na své druhé olympijské hry v Athénách. Nepostoupil však ze základní skupiny a skončil v poli poražených. Vzápětí ukončil sportovní kariéru.